# Giuseppe Ravano
Giuseppe Ravano   (Rapallo, 5 de febrer de 1943) és un genet italià, ja retirat, vencedor d'una medalla olímpica.
El 1964 va prendre part en els Jocs Olímpics d'Estiu de Tòquio, on va disputar dues proves del programa d'hípica. Amb el cavall Royal Love va guanyar la medalla d'or en el concurs complet per equips, mentre en el concurs complet individual fou catorzè. Quatre anys més tard, el 1968, va disputar sense sort els Jocs de Ciutat de Mèxic.